# Snorlax
Snorlax is een fictief figuur uit de Pokémonserie. Volgens de National Pokédex heeft hij nummer 143.
Snorlax is een kruising tussen een kat en een beer. Hij is erg groot en dik. Snorlax is voornamelijk blauw gekleurd met een crèmekleurige buik, gezicht en voeten. Hij staat bekend om zijn slaperige gedrag. Zijn naam is dan ook een porte-manteau van het Engelse woord voor snurken, snore, en lax, een Engels woord voor relaxed en rustig.
De dagelijkse bezigheden van Snorlax zijn slapen en eten. Hij eet zo ongeveer alles, zelfs bedorven voedsel. De spijsverteringssappen in zijn maag kunnen elk vergif onschadelijk maken, waardoor hij immuun is voor vergif. De Snorlax is zó volgzaam dat kinderen op hun grote buiken kunnen springen als een trampoline, terwijl de Snorlax niks door heeft. Ze zijn best zeldzaam, en ook moeilijk te trainen. Maar als je ze goed traint zijn ze beresterk. Snorlax is een uitstekende zwemmer en kan de vlinderslag.
Zijn vermoeide gedrag zorgt dan vooral ook voor de bezitter voor veel frustratie wanneer hij weer eens slapend uit de Pokéball komt. In de Gameboyspellen diende men een Snorlax uit het pad te ruimen door hem wakker te maken met een PokéFlute.
Snorlax had nog geen evolutionaire familie totdat Pokémon Diamond & Pearl in Japan in 2006 uitkwam. Zijn pré-evolutionaire vorm is Munchlax.

## Ruilkaartenspel
Er bestaan negen standaard Snorlax kaarten (één ervan enkel in Japan uitgebracht), één Hungry Snorlax (enkel in Japan), één Rocket's Snorlax en één Snorlax LV.X-kaart, met allemaal het type Colorless als element. Verder bestaat er nog één Grass-type Snorlax δ-kaart en één Darkness-type Rocket's Snorlax Ex-kaart.

### Snorlax (Jungle 11)
Snorlax (Japans: カビゴン Kabigon) is een Colorless-type Basis Pokémonkaart. Het maakt deel uit van de Jungle expansie. Hij heeft een HP van 90 en kent de Pokémon Power Thick Skinned en de aanval Body Slam. Thick Skinned's Japanse naam is dezelfde als die van Immunity in de spellen, een van Snorlax's eigenschappen, maar het is eerder gelijkend op Thick Fat, de andere eigenschap van Snorlax. Body Slam is een aanval die Snorlax leert op level 36, hoewel de Snorlax op deze kaart maar op level 20 zit.

### Snorlax (Wizards Promo 49)
Snorlax (Japans: カビゴン Kabigon) is een Colorless-type basis kaart. Het is uitgegeven als een Promo kaart. Hij kent de Pokémon Power Guard en de aanval Roll Over. De Japanse naam van Guard is とおせんぼ, welke hetzelfde is als voor de aanval Block, een aanval uit de derde generatie die Snorlax leert op level 41, terwijl de Snorlax op deze kaart van level 39 is.

### Snorlax (Rising Rivals 81)
Snorlax (Japans: カビゴン Kabigon) is een Colorless-type basis kaart, deel uitmakend van de Rising Rivals expansie. Hij heeft een HP van 100 en kent de Poké-BODY Bad Sleeping Habits en de aanvallen Toss and Turn en Heavy Press. De aanval Toss and Turn heeft dezelfde functie als Sleep Talk, een aanval die Snorlax in de spellen leert op level 33.

### Rocket's Snorlax (Gym Heroes 32)
Rocket's Snorlax (Japans: R団のカビゴン Rocket's Kabigon) is een Colorless-type basis kaart. Het maakt deel uit van de Gym Heroes expansie. Hij kent de Pokémon Power Restless Sleep en de aanval Collapse.